# Andrés Ibargüen Andrews
Andrés Felipe Ibarguën Andrews (Santa Marta, 14 febbraio 1996) è un cestista colombiano.

## Palmarès
- Campionato colombiano: 1

Caribbean Storm Islands: 2023